# Streblosa multiglandulosa
Streblosa multiglandulosa är en måreväxtart som beskrevs av Elmer Drew Merrill. Streblosa multiglandulosa ingår i släktet Streblosa och familjen måreväxter. Inga underarter finns listade i Catalogue of Life.